# Concord, Kalifornija
Concord je grad u američkoj saveznoj državi Kaliforniji, u okrugu Contra Costa.

## Povijest
Doline sjeverno od planine Mount Diablo bile su naseljene Miwok Indijancima, koji su lovili sjevernoameričkog jelena te ribu u brojnim potocima koji teku s planina prema oceanu. Godine 1772. u području su se pojavili španjolski istraživači, ali je naselje osnovano tek 1869. pod imenom Todos Santos (Svi sveti), inicijativom zemljoposjednika Salvia Pacheca. Poštanski je ured otvoren 1872., a naselje se nastavilo razvijati. Okolno je područje plodno te su se uzgajali orah, grožđe, žitarice, rajčica i druge kulture.
Status grada Concord ima od 1905. godine.

## Demografija
Po popisu stanovništva iz 2000. godine u gradu je živjelo 121.780 stanovnika u 44.020 kućanstava s 30.329 obitelji s prebivalištem u gradu, dok je prosječna gustoća naseljenosti 3928 stan./km².
Prema rasnoj podjeli, u naselju živi najviše bijelaca, 70,71%, Afroamerikanaca ima 3,04%, Indijanaca 0,76%% te Azijata 9,39%.
Prema popisu stanovništva iz 2010. u njemu je živjelo 122.067 stanovnika.

## Poznate osobe
- Tom Hanks, glumac, rođen u Concordu
- Natalie Coughlin, plivačica

## Vanjske poveznice
- Službena stranica (engl.)

### Ostali projekti
|  | Zajednički poslužitelj ima još gradiva o temi Concord, Kalifornija |